# آسوشیتد پرس پاکستان
آسوشیتد پرس پاکستان (انگلیسی: Associated Press of Pakistan) (مخفف انگلیسی: APP) یک خبرگزاری دولتی در پاکستان است که در سال ۱۹۴۷ پایه‌گذاری شد. این خبرگزاری ابتدا دولتی نبود، اما از سال ۱۹۶۱ به دلیل مشکلات اقتصادی کاملاً وابسته به دولت شد.
این خبرگزاری یکی از فعالترین خبرگزاری‌های داخلی پاکستان استو بیش از ۴۰۰ سردبیر، خبرنگار و عکاس برای این خبرگزاری در دفاتر مختلف آن فعالیت می‌کنند. این خبرگزاری ۹ شعبه اصلی و هفت ایستگاه خبری داخلی دارد و دفتر مرکزی آن در اسلام‌آباد است. شعبه‌های اصلی آن در خارج از پاکستان در واشینگتن، پکن، دهلی نو، لندن و سازمان ملل مستقر هستند.
آسوشیتدپرس پاکستان، ماهانه حدود ۳۰۰۰۰ (سی هزار) خبر به زبان‌های انگلیسی و اردو نشر می‌دهد. این خبرگزاری همچنین ماهانه ۴۵۰۰ خبر به زبان‌های محلی از جمله پشتو و بلوچی و ۲۰۰۰ تصویر منتشر می‌کند.
پاکستان پرس اینترنشنال خبرگزاری دیگر پاکستان است که به شکل غیردولتی اداره می‌شود.